# 横山郡
横山郡，唐朝时设置的郡。
天宝元年（742年）改田州置，治所在今广西壮族自治区田阳县东南旧州。辖境相当今右江上游一带。乾元元年（758年）复为田州。